# Origine de la question méridionale

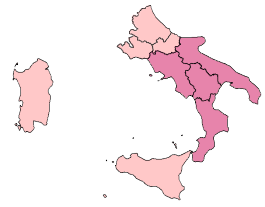
Le Mezzogiorno (définition large en rose clair, définition restreinte en rose foncé)

L’origine de la Question méridionale (en italien Questione meridionale) est un sujet politico-historique controversé portant sur l'origine des différences économiques et sociales entre le sud et le nord de l'Italie.
L'expression Question méridionale, employée pour la première fois en 1873, est en effet utilisée pour désigner la situation économique du Mezzogiorno (c'est-à-dire le sud de l'Italie) en comparaison aux autres régions de l'Italie et notamment au nord. L'origine reste controversée et cela est aussi bien dû à des motifs politiques qu'idéologiques. Ainsi, une partie des personnalités ayant étudiée le phénomène considère que l'origine du retard du Mezzogiorno serait pré-unitaire tandis qu'une seconde partie, soutenant l'hypothèse du retard post-unitaire, pense qu'il serait successif à l'union de la péninsule italienne en un seul état.

## Théorie de la cause post-unitaire
Bien que de nombreux historiens et économistes s'accordent pour dire que la Question méridionale est consécutive à l'unification de l'Italie en 1861 et au déplacement du gouvernement vers le nord du pays, même au sein de cette théorie des visions s'opposent entre ceux pensant que la Question méridionale est presque uniquement dû aux politiques gouvernementales post-unitaires et ceux pensant que la situation était déjà mauvaise auparavant mais que les gouvernements post-1861 n'ont pas fait évoluer les choses.

### Hypothèse de Nitti

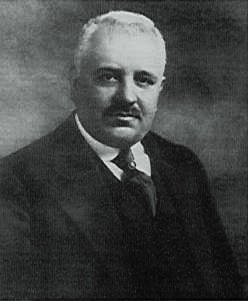
L'économiste et homme politique Francesco Saverio Nitti.

L'hypothèse du retard post-unitaire est soutenue par de nombreuses personnalités. Parmi celles-ci on compte Francesco Saverio Nitti (1868-1953), économiste et homme politique italien ainsi que président du Conseil des ministres, qui soutint que, contrairement à d'autres puissances européennes et mondiales comme l'Empire britannique, la France, les États-Unis, l'Empire allemand et la Belgique, les nombreux états de l'Italie pré-unitaire connaissaient de grandes difficultés de croissance économique, dû pour la majeure partie aux révoltes et rébellions internes ainsi qu'aux nombreuses guerres d'indépendance (notamment la Première guerre d'indépendance italienne de 1848 à 1849 et la Seconde guerre d'indépendance italienne en 1859). De plus, la péninsule italienne fait aussi face à des problèmes sanitaires et d'épidémies (avec notamment la malaria qui sévit dans le Mezzogiorno).
Francesco Saverio Nitti soutient également qu'avant l'unité, il y avait peu de différences économiques marquées entre les états pré-unitaires et que l'on ressentait partout le manque de présence de grandes firmes et entreprises. Il dit ainsi qu'avant 1860, il n'y avait presque aucune trace de grande industrie : la Lombardie (qui fut à la fin du XIXe siècle et jusqu'à aujourd'hui une région célèbre pour son industrie) ne pouvait alors compter économiquement que sur l'agriculture et le Piémont (fortement industrialisé aujourd'hui) n'était qu'un arrière-pays agricole et rural. Il en était ainsi de même pour l'Italie centrale, l'Italie du Sud et la Sicile dont les conditions de développement économique étaient très modestes.
Dans sa jeunesse et une vingtaine d'années avant de devenir président du Conseil des ministres, Nitti est très critique envers les différents gouvernements de son pays qu'il accuse d'être à l'origine des inégalités entre le nord et le sud. Il soutient ainsi la thèse selon laquelle les tout premiers gouvernements du royaume d'Italie, fondé en 1861, se concentre plus sur le développement des régions septentrionales en raison d'une sorte de continuité politique entre le royaume d'Italie et les précédents royaumes du nord du pays. Ainsi, alors que le nord se développait économiquement et industriellement grâce à un régime des douanes favorable en Ligurie, au Piémont et en Lombardie, le sud n'était considéré que comme un « fief politique ».
À travers ses études, Nitti réussit donc à démontrer que les pressions fiscales pour les tributs et les impôts, que le royaume d'Italie appliquait peu de temps après sa création, étaient fortement inégales selon les régions et les villes touchées. Ainsi, des grandes villes du Mezzogiorno comme Potenza, Bari ou Campobasso subissaient des pressions fiscales bien supérieures à des villes du nord comme Udine, Alexandrie ou Arezzo. Toutefois, Nitti n'oublie pas non plus la classe politique du sud de l'Italie qu'il considère aussi comme responsable en l'accusant de médiocrité et de malhonnêteté.

### Hypothèse de Pedio
Tommaso Pedio est un historien, avocat et essayiste originaire de la Basilicate et reconnu pour ses travaux sur le brigandage post-unitaire (que de nombreux historiens et économistes considèrent comme une conséquence des disparités entre le sud et le nord de l'Italie) et sur la Question méridionale. 
Selon Pedio, le fait que le brigandage post-unitaire ait principalement eu cours en Basilicate n'est pas un hasard. Déjà sous le royaume des Deux-Siciles, la Basilicate est la province la plus pauvre de l'état. Lors de l'annexion des Deux-Siciles au royaume de Sardaigne et donc au futur royaume d'Italie, le nord prend le dessus et les populations du sud, dont les conditions de vie sont déjà difficiles, se retrouvent encore plus oppressées. C'est dans ce contexte que, poussés par la classe sociale aristocratiques et auparavant ultra-conservatrices nostalgiques de l'ancien régime des Deux-Siciles, des paysans de la Basilicate, alors une si ce n'est la plus pauvre région d'Italie, se soulèvent dans le but de « conquérir de terres » (voir plus bas le passage de Mack Smith sur les ouvriers agricoles, composant la majeure partie de la population du sud de l'Italie) et de « vaincre la misère et la faim ». C'est ainsi que débute le brigandage post-unitaire, symbole même de l'oubli du Mezzogiorno par le gouvernement italien siégeant au nord du pays. De plus, la nouvelle classe dirigeante libérale, arrivée à la tête de l'Italie après l'unification de la péninsule, montre une incompréhension et un mépris envers la misère et les problèmes du sud du pays ce qui ne fait qu'aggraver la situation.

### Théorie de Gramsci

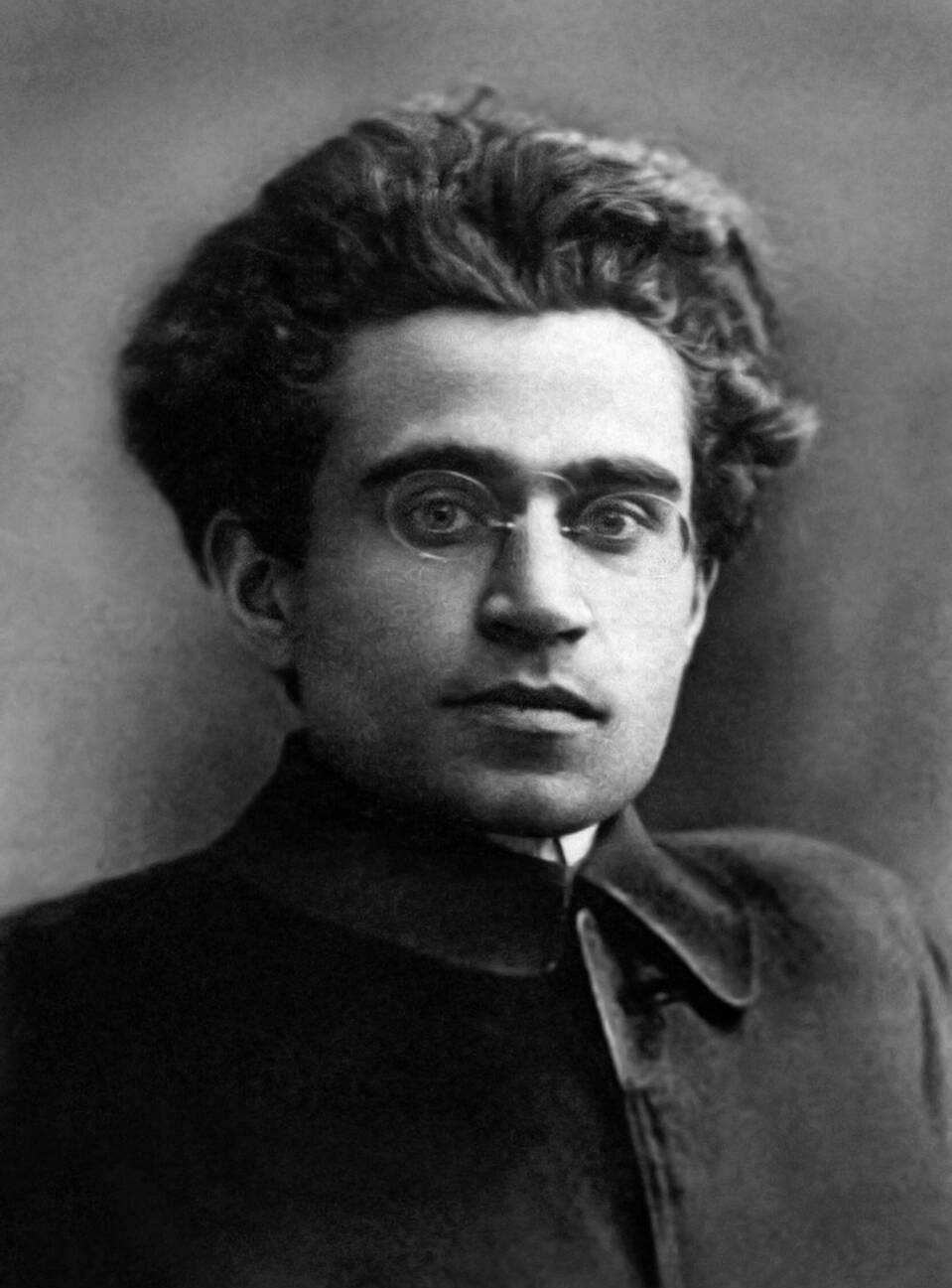
Le théoricien Antonio Gramsci.

En 1926, alors que le théoricien communiste Antonio Gramsci vient d'être emprisonné par le régime fasciste de Benito Mussolini comme opposant politique, il commence à rédiger plusieurs ouvrages qui seront ensuite réunis au sein des Cahiers de prison dont un chapitre est intitulé Alcuni temi della quistione meridionale. Toutefois, dès les années 1920, Gramsci s'intéresse à la Question méridionale notamment à travers des articles dans le journal La Settimana politica.
Selon lui, après l'unification de l'Italie, la bourgeoisie septentrionale exploite le sud et les îles (la Sicile et la Sardaigne) de la même manière que des colonies. Les masses paysannes et ouvrières du sud seraient ainsi asservies aux banques et aux industries parasitaires et capitalistes du nord du pays qui empêchent le Mezzogiorno de se développer. On retrouve ainsi dans les écrits de Gramsci de nombreuses critiques du capitalisme et l'impérialisme post-unitaire du nord qui aurait empêché l'autre moitié du pays de parvenir à un développement social et économique.

## Théorie de Mack Smith: avancés piémontaises
L'historien britannique contemporain Denis Mack Smith (1920-2017), spécialisé en histoire italienne du Risorgimento à nos jours, soutient une vision légèrement différente, bien que non opposée, de celle de Nitti. Comme il l'expose dans son ouvrage Histoire de l'Italie de 1861 à 1997, le Piémont pré-unitaire aurait été guidé vers l'industrialisation par l'élite libérale de cet État dans les années 1850, soit une décennie avant l'unification de la péninsule italienne. Ce dernier aurait alors connu une croissance économique importante jusqu'à se retrouver au même niveau que les autres puissances européennes grâce à des innovations technologiques et civiles majeures.
Le code civil piémontais (surnommé le code civil albertin et appliqué, outre au Piémont, à tout le royaume de Sardaigne) qui avait été promulgué en 1837 par le roi Charles-Albert de Sardaigne est réformé sur la base du modèle français en apportant ainsi des avancées civiques et juridiques favorables à l'émergence d'un progrès technologique majeur tout en introduisant la notion de centralisation. Une nouvelle banque nationale, permettant de fournir des crédits aux entreprises industrielles, est fondée et les droits de douane sont réduits significativement en ouvrant ainsi le commerce avec les pays voisins. Des ingénieurs et des techniciens piémontais sont également envoyés au Royaume-Uni pour y étudier l'industrie de l'armement et les infrastructures de ce pays afin de ramener ces innovations en Italie. On dénote ainsi un très fort développement des infrastructures : le Canale Cavour est bâti en 1857 et permet de rendre très fertiles la région autour des villes de Verceil et Novare. De plus, les chemins de fer sont rallongés et de nouveaux sont construits de telle manière qu'en 1859 le Piémont possédait déjà plus de 50 % du réseau ferroviaire de la péninsule italienne (dès les années 1860, il était possible de rejoindre Paris en un seul jour grâce au chemin de fer du Mont-Cenis).
De plus, d'après Mac Smith, les méthodes d'agriculture du sud de l'Italie (alors appartenant au royaume des Deux-Siciles) étaient restées inchangées et basées sur un système féodal. Ainsi, des latifundium appartenant à des familles nobles ou bourgeoises étaient cultivés par des ouvriers agricoles. Les aristocrates possédant les terres ne vivaient pas sur leurs propres domaines mais dans les villes voisines et se détournaient pour la majorité de la gestion de leurs propriétés. En conséquence, ils ne trouvaient aucun intérêt à améliorer les techniques de production et de culture qui auraient pu faire évoluer la situation économique du pays (les industries étant localisées dans des zones restreintes et profitant surtout à la couronne). Les conditions de vie de ces ouvriers agricoles étaient misérables. Ils devaient affronter la malaria, les brigands, le manque d'eau potable, la malnutrition et étaient pour la plupart contraints de vivre à plus d'une dizaine de kilomètres de leur lieu de travail. À cela venaient s'ajouter les problèmes d'analphabétisme et de chômage de sorte qu'un paysan du Mezzogiorno gagnait souvent moitié moins qu'un paysan du nord.

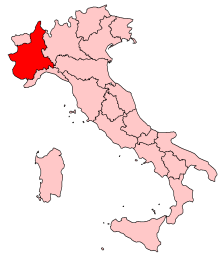
Localisation du Piémont.
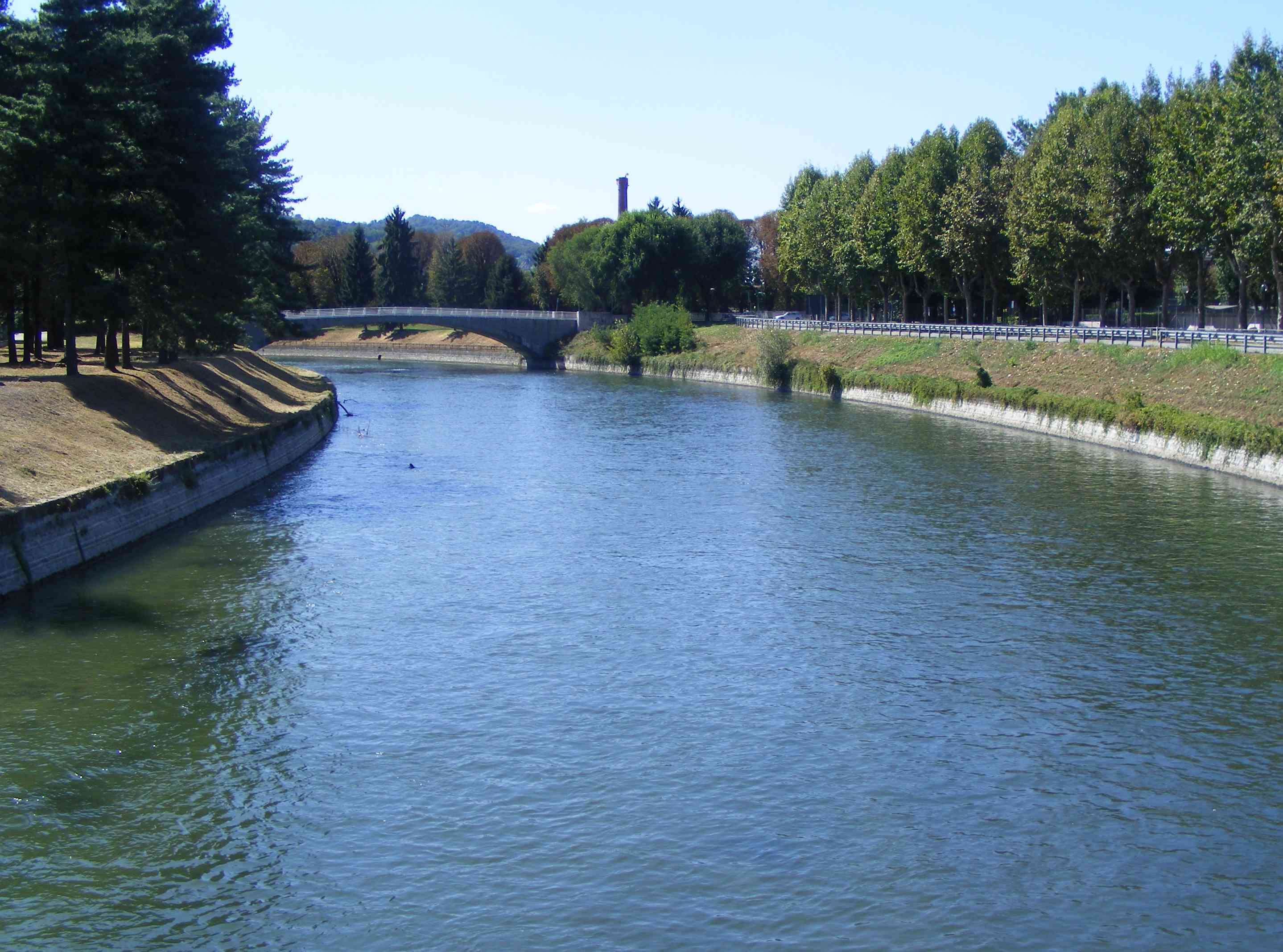
Le Canale Cavour, symbole de l'industrialisation du Piémont.
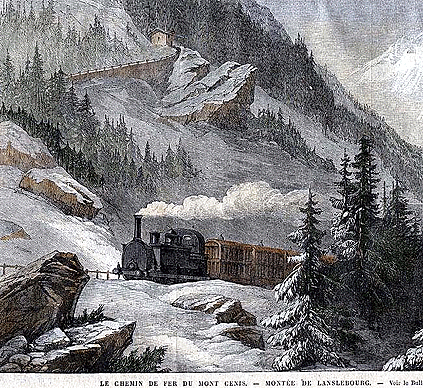
Le chemin de fer du Mont-Cenis.